# Morgan Schneiderlin
Morgan Schneiderlin (n. 8 noiembrie 1989) este un fotbalist francez care evoluează pe postul de mijlocaș defensiv la Everton FC și pentru naționala Franței.
Schneiderlin și-a început cariera la Strasbourg, înainte de a se muta în Anglia, pentru a se alătura lui Southampton în iunie 2008. A făcut 260 de apariții în toate competițiile în șapte sezoane la club și a fost în echipele care au câștigat promoții consecutive pentru a ajunge în Premier League. Sa alăturat echipei Manchester United pentru o sumă de 27 milioane de lire sterline în iulie 2015, dar a plecat la Everton în ianuarie 2017 pentru o taxă de până în 24 milioane de lire sterline.
După ce a reprezentat Franța la toate nivelurile de la vârsta de sub 16 ani, Schneiderlin și-a făcut debutul cu seniori în 2014. El a fost inclus în lotul Franței pentru Cupa Mondială FIFA 2014 și UEFA Euro 2016.